# Szlomo Halberstam I
Szlomo Halberstam I (ur. 1847, zm. 1905) – chasydzki rabin, założyciel chasydzkiej dynastii Bobow. Był synem Meira Nosona Halberstama (1827-1855) oraz wnukiem Chaima Halberstama (1793-1876) z Nowego Sącza.
Szlomo Halberstam stał się sierotą w wieku ośmiu lat i od tego czasu mieszkał ze swoim dziadkiem Chaimem, który wychował go na pobożnego żyda. Następnie ożenił się z córką rabina Joszuy z Kamionki. Później ożenił się ponownie; jego drugą żoną była córka rabina Meszanego z Drohobycza. Jego mentorami chasydzkimi byli jego dziadek Chaim Halberstam oraz rabin Eliezer Horowitz ze Starego Dzikowa.
W 1864 roku został rabinem w Bukowsku, następnie w 1879 roku w Oświęcimiu, w 1880 roku w Wisznicy, gdzie założył dużą i bardzo dobrze prosperującą jesziwę. W 1892 roku został rabinem Bobowej, gdzie również założył jedną z najsławniejszych jesziw.
Szlomo Halberstam zmarł w lecie 1905 roku i został pochowany na cmentarzu żydowskim w Bobowej.